# Triathrix montagna
Triathrix montagna är en kräftdjursart som beskrevs av Gee och Burgess 1997. Triathrix montagna ingår i släktet Triathrix och familjen Cletodidae. Inga underarter finns listade i Catalogue of Life.